# Divostin
Divostin (en serbe cyrillique : Дивостин) est un village de Serbie situé dans la municipalité de Stanovo (Kragujevac), district de Šumadija. Au recensement de 2011, il comptait 411 habitants.
Sur le territoire du village se trouve le monastère de Divostin.

## Démographie

### Évolution historique de la population
| 1948 | 1953 | 1961 | 1971 | 1981 | 1991 | 2002 | 2011 |
| ---- | ---- | ---- | ---- | ---- | ---- | ---- | ---- |
| 475  | 431  | 399  | 365  | 511  | 423  | 399  | 411  |

|  |